# Ulrich von der Osten
Ulrich von der Osten (* 17. April 1965 in Salinas, Kalifornien, Vereinigte Staaten) ist ein deutscher Journalist und Fernsehmoderator.

## Leben
Ulrich von der Osten ist in Speyer aufgewachsen. Er hat in Heidelberg und München Germanistik und Politikwissenschaften mit dem Forschungsschwerpunkt Filmanalyse und Wissenschaftliche Publikation studiert. Er schloss das Studium 
mit einer Promotion zum Thema NS-Filme im Kontext sehen! - Staatspolitisch besonders 'wertvolle' Filme der Jahre 1934 bis 1938. mit dem Dr. phil. ab. Er lebt mit seiner Familie in Köln.

## Journalist
Von der Osten war von 1984 bis 1985 als Reporter beim Ersten Privaten Fernsehen in Ludwigshafen am Rhein tätig. Später arbeitete er beim Süddeutschen Rundfunk in Heidelberg und für das deutschsprachige Programm des Ungarischen Rundfunks in Budapest. 
Ulrich von der Osten kam 1991 nach Berlin und war als Redakteur beim RIAS-TV und anschließend für Deutsche Welle TV tätig. Dort moderiert er seit 1999 eine aktuelle Wirtschafts- und Börsensendung. Seit 1996 ist er Moderator beim Nachrichtensender n-tv. Seit 2004 moderiert er die Morgennachrichten. Er ist auch als Reporter für den Sender im Einsatz, beispielsweise an Bord der Deutschen Marine während einer Mission im Libanon oder auch bei den US-Präsidentschaftswahlen.